# Consorzio di bonifica Arneo
Il Consorzio Speciale per la Bonifica di Arneo è stato costituito con R.D. n. 1742 del 14.4.1927.
Il territorio in cui opera il Consorzio è situato nella fascia centrale del Salento, interessando 49 comuni ricadenti nelle province di Brindisi, Lecce e Taranto.
Il comprensorio copre una superficie territoriale di 252.883 ettari ed è così ripartito:
- 127.452 ettari in provincia di Brindisi (18 comuni);
- 86.627 ettari in provincia di Lecce (25 comuni);
- 38.804 ettari in provincia di Taranto (6 comuni).

Ha la sede centrale nella città di Nardò.